# Diaphorina citri
Diaphorina citri, cuyo nombre común es psílido asiático o psílido asiático de los cítricos, es un hemíptero de la familia Liviidae,  cuya mayor importancia radica en ser transmisor de bacterias del género Candidatus, causantes del Huanglongbing de los cítricos. Es imprescindible el control del vector para evitar la enfermedad.

## Biología
El período embrionario de este insecto dura entre 9,7 días a 15 °C hasta 3,5 días a 28 °C. El adulto ubica los huevos en el extremo de los brotes tiernos, sobre y entre hojas desplegadas. A menudo se detecta un gran número de huevos en la misma ramita. Es condición para la oviposición la presencia de brotes tiernos. La hembra ovipone hasta 800 huevos durante su vida. Las ninfas son sedentarias y se establecen sobre las ramitas tiernas y pecíolos, formando colonias de número variable de individuos. Los adultos tienen poca capacidad para sostener vuelos prolongados, pero pueden ser transportados a grandes distancias por el aire.
La duración del ciclo biológico (huevo-adulto) varía de 14,1 a 49,3 días, a 28 °C y 15 °C, respectivamente. Las temperaturas entre 25 y 28 °C son las más adecuadas para el desarrollo. El psílido no desarrolla a temperaturas superiores a 33 °C o inferiores a 10 °C. El ciclo biológico también depende de la especie hospedante y de su variedad.

## Distribución geográfica
Se distribuye ampliamente en el sur de Asia y se extendió a otras regiones productoras de cítricos en el continente americano.

## Control

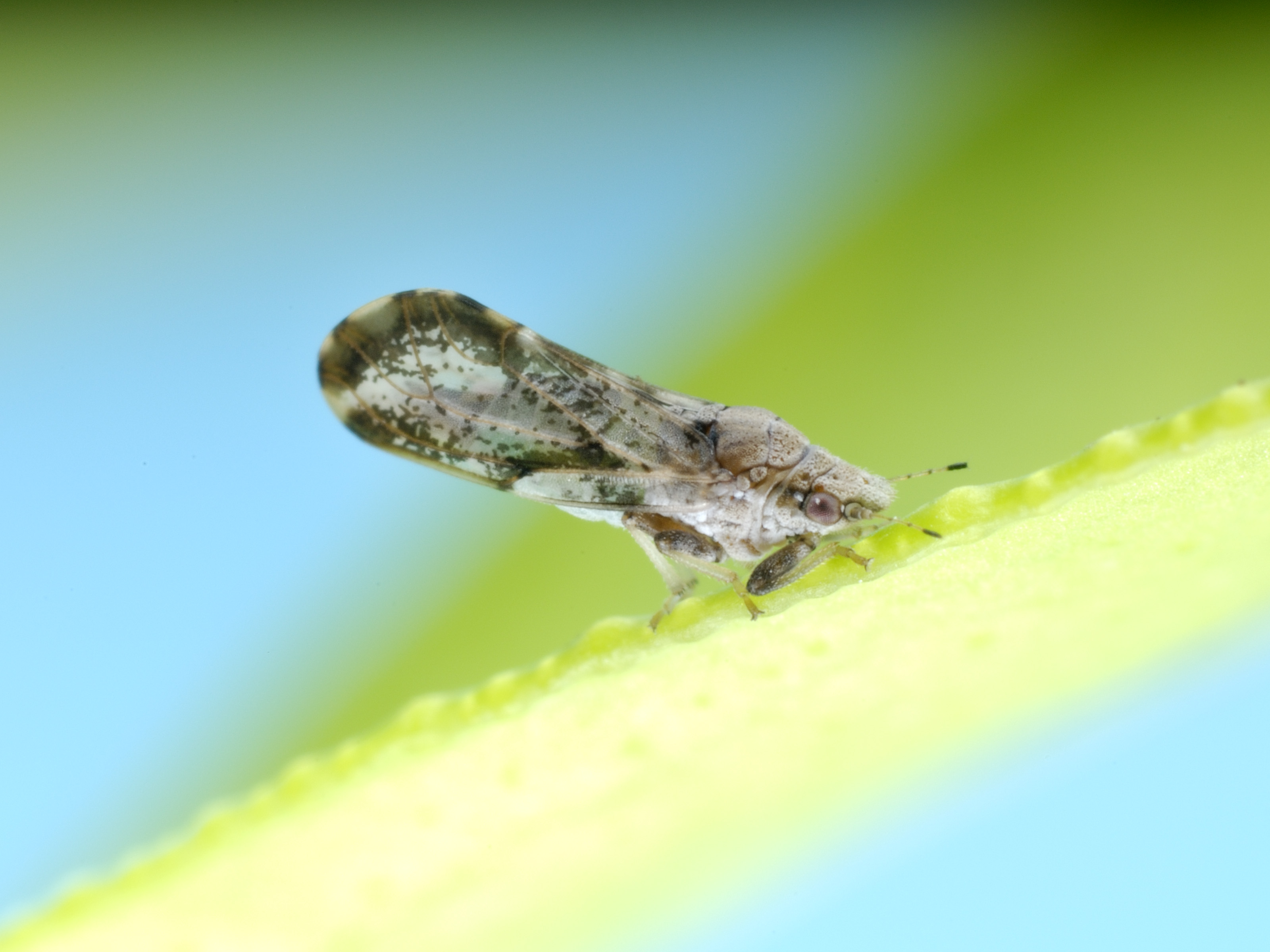
Adulto de D. citri.

El control del insecto y el manejo de la enfermedad requieren un programa de manejo integrado de plagas. Si están presentes el vector y la enfermedad es necesario el control. Se considera que una población es elevada cuando se observan tres ninfas y cinco adultos por rama. Para realizar el monitoreo es conveniente observar el incremento de ninfas en los tallos o muestrear los adultos grávidos después del período invernal. El abdomen de los adultos grávidos se vuelve anaranjado antes de la oviposición. Durante los períodos de infestaciones elevadas se debe hacer una pulverización cada 20 días para evitar una nueva infestación.
En países afectados por huanglongbing, el manejo depende fuertemente del control cultural. Los árboles infectados deberían eliminarse cuando aparecen los síntomas de la enfermedad. Dado que el patógeno se mueve lentamente después de la infección, podría ser beneficiosa una poda severa. En general, se recomienda eliminar los árboles infectados de menos de 5 años. Si los árboles tienen entre 6 y 10 años, deberían eliminarse aquellos con niveles de infección del 75 %. De lo contrario, se podrían podar las ramas enfermas. Si las plantas tienen más de 10 años, se recomienda eliminar las ramas afectadas, hasta 40 % del árbol. No deberían plantarse nuevos árboles en huertos afectados por huanglongbing.
En ejemplares de cítricos adultos, los insecticidas sistémicos como imidacloprid, son eficientes para controlar esta plaga, mediante pulverizaciones en el tronco. Conviene realizar la aplicación antes de la brotación de primavera. Se pueden emplear inhibidores de la quitina para controlar los primeros estadios ninfales.
D. citri es afectado por los patógenos Cladosporium sp. nr. oxysporum Berk. y M.A. Curtis y Capnodium citri Mont, que producen hasta 70 % de mortalidad cuando la humedad relativa diaria excede el 87 %. Dentro de los parasitoides, Tamarixia (=Tetrasticus) radiata (Waterston) y Diaphorencyrtus aligarhensis, provocan hasta 60 % de mortalidad. También hay predadores de distintos géneros y especies: Pseudodorus clavatus y Allograpta (Syrphidae); y Scymnus, Cycloneda sanguinea, Olla v-nigrum y Eriopis connexa (Coleoptera: Coccinellidae).